# 笹井芳樹
笹井芳樹（日语：／ Sasai Yoshiki，1962年3月5日—2014年8月5日），日本生物學家、醫學家。京都大學博士。理化学研究所發育與再生科學綜合研究中心（CDB）小組指導兼副所長等。

## 生平與成就
笹井芳樹是神經系統初期發生遺傳基因及細胞研究者，曾完成世界首例通過ES細胞分化誘導出網膜、生成立体網膜的實驗。其後，他又通過ES細胞成功分化誘導出下丘腦前駆細胞、形成立體的腦下垂体。
笹井身為世界級的組織工程學權威，生前被認為有力問鼎諾貝爾獎。其歷年主要成就包括：
- 神經誘導因子的發現與解析
- 幹細胞的分化誘導之自我組織
- 人體幹細胞的大量培養法
- 提倡Urbilateria假說

## 自殺身亡
2014年2月，小保方晴子主導的STAP細胞論文因相關數據造假等多項問題遭到撤銷且被處分，作為小保方導師的笹井也被追究責任。8月5日，笹井芳樹在神户市尖端醫療中心內上吊自殺，並於神戶市立醫療中心中央市民醫院確認身亡。
笹井之死震撼全世界，美國、歐洲各國、韓國與中國的媒體皆有大幅報導。《自然》主編Philip Campbell在聲明中表示，笹井的自殺「是科學界的一起慘痛悲劇，研究者社群的一個巨大損失」，悼文也在《自然》官方部落格刊登。
在日本，多位重量級科學家與政府要員（包含理化學研究所理事長野依良治、理研中心主任竹市雅俊、京都大學教授山中伸弥、山梨大學教授若山照彥、科學技術振興機構（JST）、內閣官房長官菅義偉、內閣府擔當大臣山本一太等）皆相繼發表訃告、哀悼聲明。
笹井之死，也讓STAP細胞的繼續檢證、神戶醫療產業都市構想等重要計畫受到衝擊。

## 榮譽
- 1998年12月 - Human Frontier Science Program Organization 10周年記念獎 [24]
- 2006年11月 - 第43回 貝爾茲獎 1等獎（共同獲獎） [注 1]
- 2009年 4月 - 文部科學大臣表彰 科学技術獎（研究部門） [注 2]
- 2009年 4月 - 讀賣化工技術論壇 第15回 金獎 [注 3]
- 2010年10月 - 大阪科學獎（日语：大阪科学賞） [注 4]
- 2012年 2月 - 第28回（2011年度）井上學術獎（日语：井上学術賞） [注 5]
- 2012年 4月 - 第6回 Sayer Vision Research Lecture Award [注 6]
- 2012年 9月 - 第26回（2011年度）塚原仲晃記念獎 [注 7]
- 2012年 - 第12回 山崎貞一獎（日语：山崎貞一賞） [注 8]
- 2012年 - 2012年度 武田醫學獎（日语：武田医学賞） [注 9]
- 2014年 - 平成25年度 上原獎（日语：上原賞） [注 10]

## 外部連結
- . Member. Organogenesis Neurogenesis Group.   [2014-08-02]. （原始内容存档于2014-03-11）.
- . 理化学研究所 発生・再生科学総合研究センター.   [2014-07-27]. （原始内容存档于2014-03-09）.
- . 理化学研究所 発生・再生科学総合研究センター.   [2014-08-10].[永久]

（理化学研究所）
- . 理化学研究所.   [2014-07-27]. （原始内容存档于2014-07-15）.
- . 理化学研究所 発生・再生科学総合研究センター.   [2014-08-09]. （原始内容存档于2014-09-02）.（現在は竹市雅俊がグループディレクター）
- . 理化学研究所 発生・再生科学総合研究センター.   [2014-08-09]. （原始内容存档于2007-05-26）.
- . 理化学研究所.   [2014-07-27]. （原始内容存档于2019-09-24）.
- . 理化学研究所.   [2014-08-07]. （原始内容存档于2018-02-14）.

（取材・講演・会見動画）
- jstsciencechannel. . YouTube.   [2014-08-18]. （原始内容存档于2020-10-02）.
- JST Channel. . YouTube.   [2014-07-23]. （原始内容存档于2020-10-02）.「視機能再生のための複合組織形成技術開発および臨床応用推進拠点」、2013年8月26日(月)。
- JST Channel. . YouTube.   [2014-07-12]. （原始内容存档于2021-10-20）.（24:13～28:42、及び40:50～42:19を参照）
- FNN“(全録)STAP細胞論文問題 笹井副センター長が会見(1/5) （页面存档备份，存于）、(2/5) （页面存档备份，存于）、(3/5) （页面存档备份，存于）、(4/5) （页面存档备份，存于）、(5/5) （页面存档备份，存于）”、YouTube、2014年5月31日閲覧。

（その他）
- . Technity. GGSOKU（ガジェット速報）. 2014-08-07  [2014-08-08]. （原始内容存档于2014年8月8日）.
- glasscatfish. . togetter.   [2014-08-10]. （原始内容存档于2020-05-27）.
- . Nifty News. 2014-08-13  [2014-08-13]. （原始内容存档于2014-08-13）.（週刊朝日2014年8月22日号にも掲載）